# Elecciones senatoriales de la República Checa de 2024
Las elecciones senatoriales de la República Checa de 2024 se realizaron entre los días 20 y el 21 de septiembre del mencionado año. Fueron elegidos una tercera parte de los miembros del Senado. Realizándose una segunda vuelta entre el 27 y 28 de septiembre de 2024.

## Sistema electoral
Un tercio de los 81 miembros del Senado se elige cada dos años, lo que otorga a los senadores un mandato de seis años. Los miembros son elegidos en distritos electorales uninominales mediante el sistema de dos vueltas.Los candidatos debían ser nominados por uno o más partidos políticos registrados o reunir al menos 1.000 firmas en su circunscripción. No hay límites de mandato para los senadores en ejercicio.
Debido a las inundaciones en Europa Central, el Ministerio del Interior asumió el control directo de la organización de elecciones en cinco ciudades gravemente afectadas, mientras que en algunas zonas la votación se celebró en tiendas de campaña, contenedores o en lugares al aire libre.

## Resultados
En la primera vuelta pasaron a la segunda vuelta 19 candidatos de ANO al Senado, mientras que otros dos fueron elegidos directamente, junto con un candidato del KDU-ČSL, un candidato del TOP 09 y un miembro de la Socialdemocracia. En la segunda vuelta se disputarían veintidós escaños.
Al final de la segunda vuelta, el ANO ganó un total de ocho escaños, el resultado más fuerte del partido en una elección al Senado, mientras que Spolu ganó 15.